# جسی وارگاس
جسی وارگاس (انگلیسی: Jessie Vargas؛ زادهٔ ۱۰ مهٔ ۱۹۸۹) بوکسور اهل ایالات متحده آمریکا است.